# Кэлвин, Мэк
Мэк Кэлвин (англ. Mack Calvin; родился 27 июля 1947, Форт-Уэрт, штат Техас) — американский профессиональный баскетболист, один из лучших игроков Американской баскетбольной ассоциации, отыгравший семь из девяти сезонов её существования, а также ещё четыре сезона в Национальной баскетбольной ассоциации. В 1997 году был включён в число тридцати лучших игроков, вошедших в символическую сборную всех времён АБА.

## Ранние годы
Мэк Кэлвин родился 27 июля 1947 года в городе Форт-Уэрт (штат Техас), а вырос уже в Лонг-Бич (штат Калифорния), где учился в средней политехнической школе, в которой играл за местную баскетбольную команду.

## Студенческая карьера
После окончания школы Мэк два года учился в городском колледже Лонг-Бич, а затем посещал Университет Южной Калифорнии, где в течение двух лет играл за баскетбольную команду «УСК Тродженс», в которой провёл успешную карьеру под руководством Боба Бойда, набрав в итоге в 52 играх 638 очков (12,3 в среднем за игру) и 126 подборов (2,4). Впрочем при Кэлвине «Тродженс» ни разу не выигрывали ни регулярный сезон, ни турнир конференции Pac-8, а также ни разу не играли в плей-офф студенческого чемпионата США, потому что её безоговорочным фаворитом в 1960-е годы была команда «УКЛА Брюинз» у руля которой стоял легендарный Джон Вуден.
В сезоне 1968/1969 годов «Тродженс» всё-таки смогли переиграть своих непримиримых соперников из «Брюинз» со счётом 46-44, причём произошло это в «Поли-Павильоне», домашней площадке «УКЛА Брюинз». Этим поражением закончилось сразу несколько победных серий «Брюинз», которые последний раз проигрывали целых четырнадцать месяцев назад на «Астродоме», домашней площадке команды «Хьюстон Кугэрз», 41 победа подряд в NCAA, 45 — в конференции Pac-8, 51 — в «Поли-Павильоне» и 17 — над «USC». Сам Кэлвин по итогам того сезона был включён в 1-ю сборную всех звёзд конференции Pac-8.

## Профессиональная карьера
Несмотря на то, что Кэлвин был одним из лучших игроков конференции Pacific-8, которая всегда была поставщиком большого числа баскетбольных талантов того времени, он был обделён чрезмерным вниманием со стороны клубов Национальной баскетбольной ассоциации и на драфте НБА 1969 года он был выбран всего лишь в четырнадцатом раунде под общим 187-м номером командой «Лос-Анджелес Лейкерс», поэтому он заключил соглашение с клубом соперничающей с НБА Американской баскетбольной ассоциации «Лос-Анджелес Старз», который также выбрал его на драфте АБА в том же году.
В своём дебютном сезоне Кэлвин набирал в среднем за игру по 16,8 очка, 3,5 подбора и 5,7 передачи, за что по его итогам был включён в сборную новичков лиги. В следующем сезоне Мэк сменил место прописки, перейдя в команду «Зе Флоридианс», где заметно улучшил свою статистику, набирая в среднем за игру по 27,2 очка, 3,5 подбора и 7,6 передачи. Кроме того в том же сезоне по итогам голосования среди спортивных журналистов и телекомментаторов получил приглашение на свой первый матч всех звёзд АБА, в котором провёл на площадке 20 минут, набрав в итоге 8 очков, совершив 4 подбора и сделав 4 передачи, а также был включён в 1-ю сборную всех звёзд АБА. Во время своей карьеры в АБА он ещё успел поиграть в клубах «Каролина Кугэрз», «Денвер Наггетс» и «Вирджиния Сквайрз», четырежды участвовал в матчах всех звёзд АБА (1972, 1973, 1974 и 1975), три раза включался в сборную всех звёзд (1973, 1974 и 1975), а по её итогам стал восьмым по очкам (10 620) и вторым по передачам (3067), уступив только одному Луи Дампьеру (4044).
После слияния АБА с НБА Мэк успел за четыре сезона поиграть в пяти разных клубах НБА («Лос-Анджелес Лейкерс», «Сан-Антонио Спёрс», «Денвер Наггетс», которая перешла в НБА, «Юта Джаз» и «Кливленд Кавальерс»), однако он уже был не в состоянии показывать тот уровень мастерства, которого он достиг, будучи игроком АБА, набирая всего лишь за игру по 7,0 очка, 1,2 подбора и 2,5 передачи, посему завершил свою карьеру в довольно молодом возрасте, ему было всего 33 года.

## Тренерская карьера
Помимо игровой карьеры Мэк также пробовал свои силы и на тренерском поприще. В последнем сезоне АБА он в течение шести игр руководил командой «Вирджиния Сквайрз», однако, проиграв все матчи, был уволен со своего поста, а на его место был назначен Билл Масселмен, который впрочем в корне ситуации не изменил. После окончания своей игровой карьеры Кэлвин ещё раз попробовал свои силы в качестве наставника. Поначалу на протяжении четырёх лет он работал на должности ассистента главного тренера в команде «Милуоки Бакс», а затем на аналогичной должности в клубе «Лос-Анджелес Клипперс», на которой в феврале 1992 года успел в двух матчах поработать временным главным тренером команды.
В 1997 году, по случаю 30-й годовщины со дня основания АБА, Мэк Кэлвин был включён в символическую сборную лучших баскетболистов ассоциации.

## Статистика

### Статистика в НБА
| Сезон                                                                                    | Команда     | Регулярный сезон | Регулярный сезон | Регулярный сезон | Регулярный сезон | Регулярный сезон | Регулярный сезон | Регулярный сезон | Регулярный сезон | Регулярный сезон | Регулярный сезон | Регулярный сезон | Серия плей-офф | Серия плей-офф | Серия плей-офф | Серия плей-офф | Серия плей-офф | Серия плей-офф | Серия плей-офф | Серия плей-офф | Серия плей-офф | Серия плей-офф | Серия плей-офф |
| Сезон                                                                                    | Команда     | GP               | GS               | MPG              | FG%              | 3P%              | FT%              | RPG              | APG              | SPG              | BPG              | PPG              | GP             | GS             | MPG            | FG%            | 3P%            | FT%            | RPG            | APG            | SPG            | BPG            | PPG            |
| ---------------------------------------------------------------------------------------- | ----------- | ---------------- | ---------------- | ---------------- | ---------------- | ---------------- | ---------------- | ---------------- | ---------------- | ---------------- | ---------------- | ---------------- | -------------- | -------------- | -------------- | -------------- | -------------- | -------------- | -------------- | -------------- | -------------- | -------------- | -------------- |
| 1976/77                                                                                  | Лейкерс     | 12               |                  | 17,3             | 32,9             |                  | 85,4             | 1,3              | 1,8              | 0,9              | 0,1              | 7,9              | Не участвовал  | Не участвовал  | Не участвовал  | Не участвовал  | Не участвовал  | Не участвовал  | Не участвовал  | Не участвовал  | Не участвовал  | Не участвовал  | Не участвовал  |
| 1976/77                                                                                  | Сан-Антонио | 35               |                  | 17,3             | 39,2             |                  | 84,2             | 0,9              | 3,0              | 0,7              | 0,0              | 8,8              | Не участвовал  | Не участвовал  | Не участвовал  | Не участвовал  | Не участвовал  | Не участвовал  | Не участвовал  | Не участвовал  | Не участвовал  | Не участвовал  | Не участвовал  |
| 1976/77                                                                                  | Денвер      | 29               |                  | 21,6             | 44,4             |                  | 85,4             | 1,7              | 4,0              | 0,9              | 0,0              | 11,1             | 6              |                | 18,7           | 47,5           |                | 82,8           | 1,5            | 2,2            | 0,2            | 0,0            | 10,3           |
| 1977/78                                                                                  | Денвер      | 77               |                  | 12,8             | 44,1             |                  | 84,0             | 1,1              | 1,9              | 0,6              | 0,1              | 6,1              | 12             |                | 11,3           | 45,2           |                | 93,1           | 0,7            | 1,8            | 0,6            | 0,0            | 5,4            |
| 1979/80                                                                                  | Юта         | 48               |                  | 16,1             | 44,1             | 9,1              | 89,7             | 1,8              | 2,8              | 0,6              | 0,0              | 6,4              | Не участвовал  | Не участвовал  | Не участвовал  | Не участвовал  | Не участвовал  | Не участвовал  | Не участвовал  | Не участвовал  | Не участвовал  | Не участвовал  | Не участвовал  |
| 1980/81                                                                                  | Кливленд    | 21               |                  | 6,1              | 33,3             | 20,0             | 71,4             | 0,6              | 1,3              | 0,2              | 0,0              | 2,5              | Не участвовал  | Не участвовал  | Не участвовал  | Не участвовал  | Не участвовал  | Не участвовал  | Не участвовал  | Не участвовал  | Не участвовал  | Не участвовал  | Не участвовал  |
|                                                                                          | Всего       | 222              |                  | 15,0             | 42,0             | 12,5             | 84,8             | 1,2              | 2,5              | 0,6              | 0,0              | 7,0              | 18             |                | 13,7           | 46,3           |                | 87,9           | 0,9            | 1,9            | 0,4            | 0,0            | 7,1            |
| Наведите курсор мыши на аббревиатуры в заголовке таблицы, чтобы прочесть их расшифровку. |             |                  |                  |                  |                  |                  |                  |                  |                  |                  |                  |                  |                |                |                |                |                |                |                |                |                |                |                |